# Křeč
Křeč är en ort i Tjeckien.   Den ligger i regionen Vysočina, i den centrala delen av landet, 90 km söder om huvudstaden Prag. Křeč ligger 645 meter över havet och antalet invånare är 243.
Terrängen runt Křeč är huvudsakligen platt, men åt nordväst är den kuperad.Runt Křeč är det ganska glesbefolkat, med 40 invånare per kvadratkilometer. Närmaste större samhälle är Tábor, 18,9 km väster om Křeč. Trakten runt Křeč består till största delen av jordbruksmark.